# Хабул-хан
Хабул-хаган, Кабул-хан (1101—1148) — монгольский правитель, возглавлявший в первой половине XII века крупное объединение родов («Всеми Монголами ведал Хабул-хаган» — Qamuq Mongqoli Qabul-qahan meden aba), иногда трактуемое современными исследователями как протогосударство «Хамаг монгол улус» (Qamuq mongqol ulus). Дед Есугея, прадед (монг. элэнчэг) Чингисхана.
Когда армия Цзинь вступила в Монголию, чтобы разгромить Елюй Даши, Хабул-хан успешно отразил вторжение цзиньцев. Хотя армия Цзинь преследовала его в южной Монголии, Хабул бежал и вернулся с большой армией, чтобы грабить Северный Китай. Хотя у Хабул-хана от брака с Гоа-Кулуку-хатун было 7 сыновей, он назначил Амбагай-хана, сына Сенгуна Бильге из племени Тайджиут, в качестве своего преемника. С его смертью союз очень быстро распался.